# Dolichopus detersus
Dolichopus detersus är en tvåvingeart som beskrevs av Friedrich Hermann Loew 1866. Dolichopus detersus ingår i släktet Dolichopus och familjen styltflugor. Inga underarter finns listade i Catalogue of Life.